# 伊勢遺跡
伊勢遺跡（いせいせき）は、滋賀県守山市伊勢町・阿村町・栗東市野尻にある遺跡。国の史跡に指定されている。縄文時代から室町時代にかけての複合遺跡であり、特に弥生時代後期の国内最大級の大型建物群で知られる。

## 概要
滋賀県南東部、野洲川の形成する微高地に位置する。1981年（昭和56年）に遺跡として確認され、これまでに多数の発掘調査が実施されている。
遺跡域は東西約700メートル・南北約450メートルを測る。特に弥生時代後期の1世紀-2世紀代の大型建物群として、中央部に二重柵方形区画の中に整然と並ぶ建物群（政治・祭祀施設か）、その東に楼観が認められているほか、方形区画を取り囲むように円周状に並ぶ独立棟持柱付建物群（祭殿か）、北側に竪穴建物（首長居館か）が検出されている。これまでの調査において検出された大型建物は計13棟を数え、その様相からは近江南部地域における政治・祭祀の中心地であったと想定されており、『魏志倭人伝』に見える「クニ（國）」の1つになるとして注目される遺跡になる。
守山市域では、弥生時代前期には服部遺跡で広大な水田跡が、弥生時代中期には下之郷遺跡（国の史跡）で大環濠集落が認められているが、その後の弥生時代後期に突如として伊勢遺跡が出現する様相を示す。また同時期には伊勢遺跡の南西1.2キロメートルの下鈎遺跡で金属器生産が、弥生時代後期末-古墳時代前期には下長遺跡において伊勢遺跡衰退後の首長居館跡と推定される遺構が認められており、伊勢遺跡を含めて「ムラ」から「クニ」へと発展する過程を知るうえで重要な遺跡群になる。
遺跡域は2012年（平成24年）に国の史跡に指定されている。

## 遺構

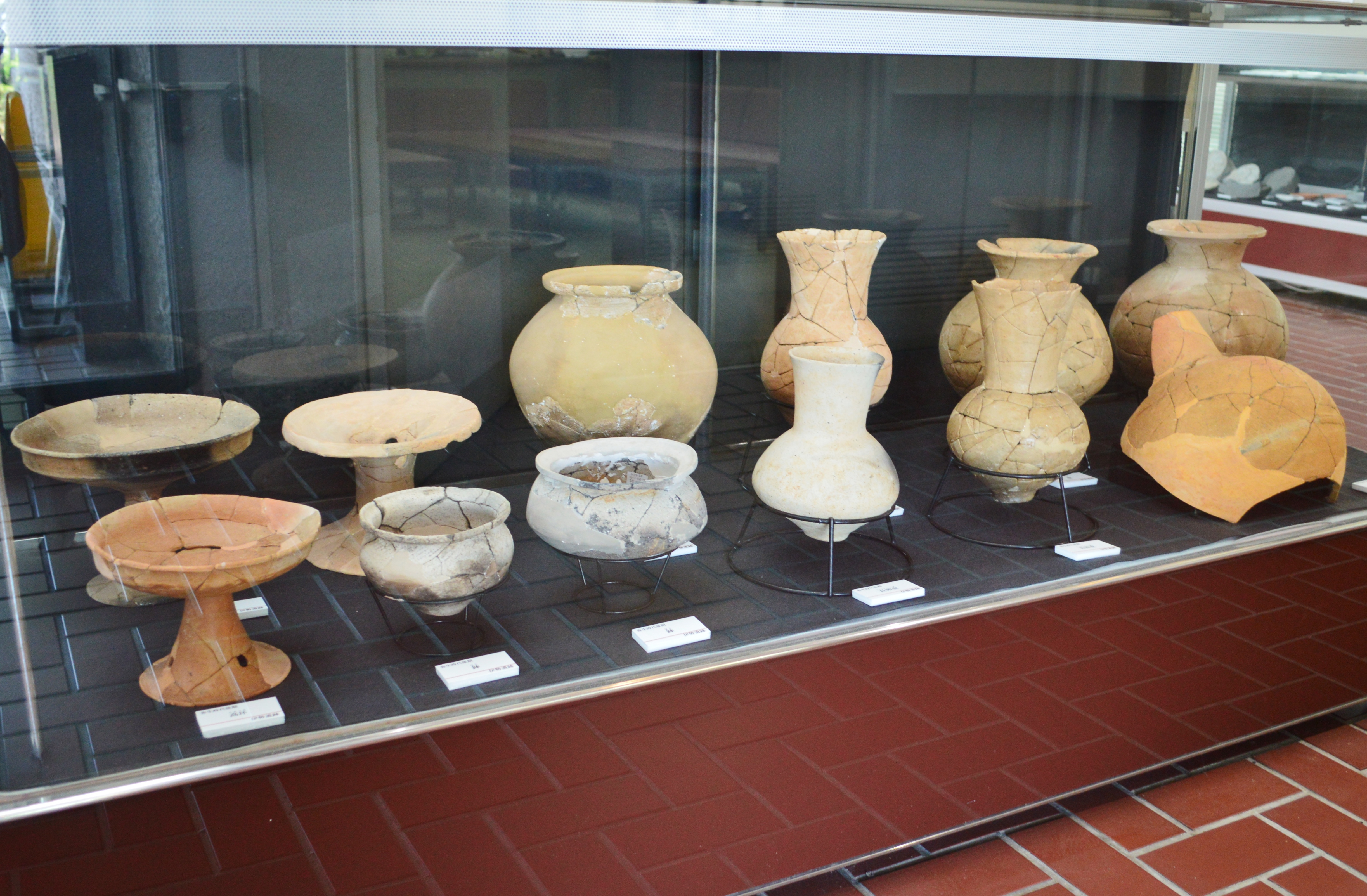
出土土器守山市立埋蔵文化財センター展示。

弥生時代後期の遺構は、中心部の方形区画と、方形区画を取り囲む大型建物群から構成される。中心部の方形区画は二重の柵で区画されており、その空間の中でL字状に整然と配置される大型建物4棟が検出されている。またその東約30メートルでは一辺9メートルの正方形総柱建物が検出されており、楼観（佐賀県の吉野ヶ里遺跡に例）に似る多層構造の建物と見られる。これら中心部の建物群は、首長が政治・祭祀を行うための特別な施設群であったと想定される。
方形区画の周囲の大型建物群は、方形区画を取り囲むように円周状に配置される。いずれもほぼ同規模・同形式の独立棟持柱付大型建物で、伊勢神宮正殿にも似た構造になる。各建物は18メートル間隔で配置されており、高度な測量技術が認められる。これらの円周状建物群は祭殿と想定される。
そのほか、円周状建物群の外側北方には当時国内最大級の大型竪穴建物がある。一辺13.6メートル・床面積約185平方メートルを測り、屋内に棟持柱を有する特殊な構造の建物になる。この建物の床面は粘土を貼って焼くという焼床であるほか、壁際にもレンガ状の壁材が並べられるという類例のない技術が認められており、中国の紅焼土に似ることから大陸とのつながりが指摘される。この大型竪穴建物は首長の居館と想定される。
また遺跡の西半部では多数の竪穴建物群が認められている。一般的な方形建物とは異なって五角形建物が計9棟検出されており、日本海沿岸および近江南部地域の弥生遺跡の特徴に合致する。そのほか、遺跡の西側では方形周溝墓が、東端には幅約7メートル・深さ2メートル以上の大溝、南側には流路（旧河道）が認められている。
遺跡域からの出土土器には、近畿地方を中心に展開するヘラ磨きで仕上げられた土器のほか、近江地域特有（近江系土器）と考えられる「受口状口縁」と呼ばれる独特な口縁部の土器がある。受口状口縁土器は、伊勢遺跡の営まれた弥生時代後期には中期よりも広範囲の地域で出土していることから、近江地域を結節点とした活発な交流が指摘される。

## 文化財

### 国の史跡
- 伊勢遺跡 - 2012年（平成24年）1月24日指定、2013年（平成25年）10月17日に史跡範囲の追加指定[4]。

## 関連施設
- 守山市立埋蔵文化財センター（守山市服部町） - 伊勢遺跡の出土品等を保管・展示。

## 関連文献
（記事執筆に使用していない関連文献）
- 発掘調査報告書
  - 『伊勢遺跡確認調査報告書（守山市文化財報告書） (PDF)』守山市教育委員会、2003年。 - リンクは守山弥生遺跡研究会。
  - 『伊勢遺跡確認調査報告書II（守山市文化財報告書） (PDF)』守山市教育委員会、2004年。 - リンクは守山弥生遺跡研究会。
  - 『伊勢遺跡確認調査報告書III（守山市文化財報告書） (PDF)』守山市教育委員会、2005年。 - リンクは守山弥生遺跡研究会。
  - 『伊勢遺跡確認調査報告書IV（守山市文化財報告書） (PDF)』守山市教育委員会、2006年。 - リンクは守山弥生遺跡研究会。
  - 『伊勢遺跡確認調査報告書V（守山市文化財報告書） (PDF)』守山市教育委員会、2007年。 - リンクは守山弥生遺跡研究会。
  - 『伊勢遺跡確認調査報告書VI（守山市文化財報告書） (PDF)』守山市教育委員会、2008年。 - リンクは守山弥生遺跡研究会。
  - 『伊勢遺跡確認調査報告書VII -伊勢遺跡確認調査概要-（守山市文化財報告書） (PDF)』守山市教育委員会、2009年。 - リンクは守山弥生遺跡研究会。
  - 『伊勢遺跡確認調査報告書VIII（守山市文化財報告書） (PDF)』守山市教育委員会、2013年。 - リンクは守山弥生遺跡研究会。
- その他
  - 『守山市誌 考古編』守山市、2005年。
  - 伴野幸一・森岡秀人・大橋信弥著『伊勢遺跡と卑弥呼の共立』　吉川弘文館　2024年11月　ISBN　9784642084628